# Gävlepojken
Gävlepojken, vars riktiga namn var Johan Johansson, född 1663 i Gävle, död i november 1676 i Stockholm, var en svensk visgosse (en pojke som pekar ut häxor). Han är känd för den roll han spelade i häxprocessen i Katarina i Stockholm under det stora oväsendet 1675-1676. I Trolldomskommissionens protokoll nämns hans tillnamn Grijs ett fåtal gånger, däremot nämns hans patronymikon och smeknamn mycket oftare. Det här pekar på att myndigheterna lade till namnet för att relatera med modern som hade dömts för häxeri i Gävle. I skönlitteratur kallas han vanligtvis Grijs.

## Biografi
Föräldrarna var borgaren (skomakaren) Johan Davidsson (död 1672) och Catharina Nilsdotter Grijs (död 1675), som var bosatta i västra Gävle. Johan växte upp i Gävle där han pekade bland annat ut sin egen mor, Catharina Nilsdotter Grijs, som häxa under häxprocessen i Gävle våren 1675.
Våren 1675, då han var tolv år, hade han kommit till sin mors kusin Ingrid Eriksdotter Grijs (död 1677) gift med hökaren och estländaren Johan Jöransson Lind eller Lindvald – på Falkenbergsgatan i östra Södermalm i Stockholm. I Stockholm blev han känd som pojken från Gävle eller Gävlepojken, det namn som han också blivit känd under i historien.
Han berättade historier om vad häxorna gjorde på Blåkulla för andra barn och människor i kvarteret. Under sin tid i Stockholm pekade han ut många häxor och fick många barn att vittna emot både släktingar, grannar och till och med mot föräldrar. Många blev avrättade.
Johan dömdes själv till döden efter att många barn erkänt att de hade ljugit. Även Lisbeth Carlsdotter, som ofta samarbetade med Johan, dömdes till döden. Gävlepojken ansågs vara en lögnhals och "en vanartig och lögnaktig bängel". Trots att han var minderårig, hängdes han med stor sannolikhet på Hötorget i Stockholm i november 1676 av bödeln Johan Larsson Hvitlock. Enligt vissa källor var Johan sinnessjuk och påstod att han själv var en häxa innan han dog. Den 20 december 1676 avrättades även Lisbeth på Hötorget i Stockholm.

## Eftermäle
I Jan Guillous film/TV-serie Häxornas tid spelades Gävlepojken av Mattias Källgård.